# Biała Wieś (województwo łódzkie)
Biała Wieś – wieś w Polsce położona w województwie łódzkim, w powiecie rawskim, w gminie Biała Rawska. Występuje w źródłach historycznych w roku 1579 jako Bialle Wieska
W latach 1975–1998 miejscowość administracyjnie należała do województwa skierniewickiego.